# Codest

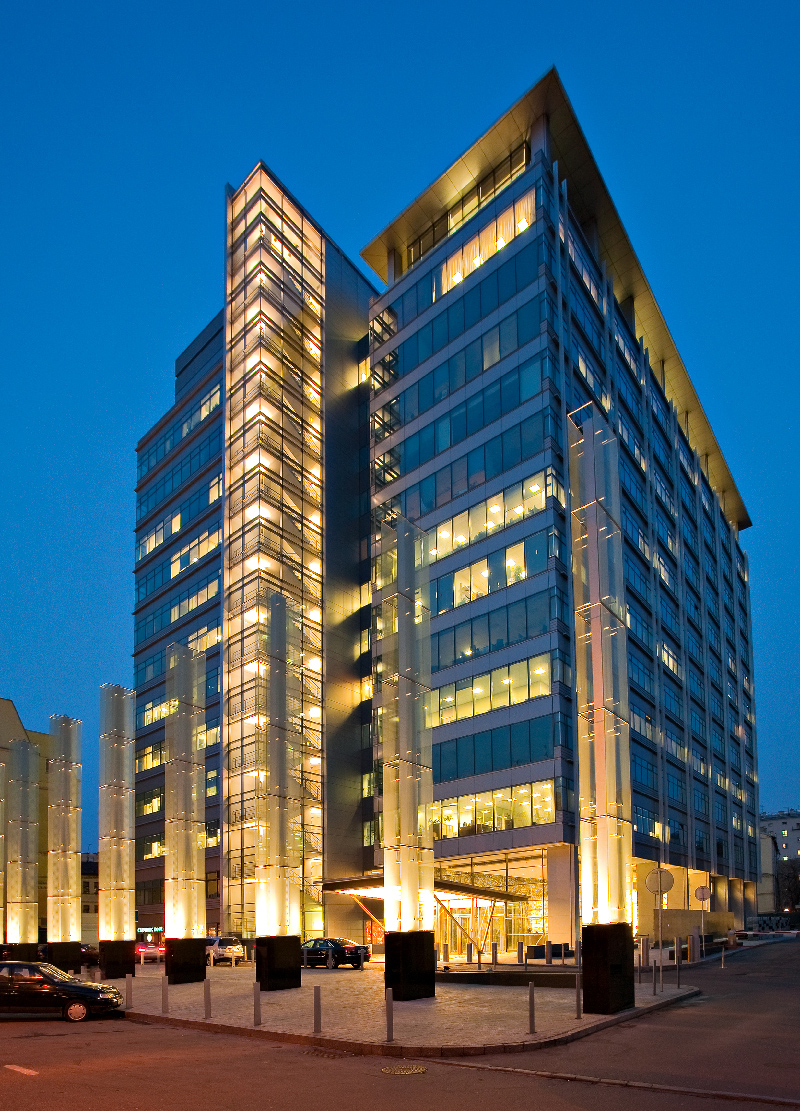
Ducat III, Moscow

Codest è stata una società di costruzioni controllata dal Gruppo de Eccher, general contractor che ha operato sul territorio russo (e prima sovietico) fin dal 1984.
In data 27 dicembre 2018, per far fronte al complicarsi della situazione patrimoniale del gruppo, Codest International S.r.l. è stata fusa per incorporazione nella capogruppo Rizzani de Eccher S.p.A., la quale ha continuato ad operare nell'Area CIS sotto la denominazione commerciale Rizzani de Eccher S.p.A. - Codest Division.
La società è nota per le opere edili civili e industriali, tra cui il business center Ducat III, il VTB Arena Park di Mosca, o l'Hotel Four Seasons di Baku.

## Storia
L'azienda iniziò a lavorare in Russia contemporaneamente presso le città di Togliattigrad, Rjazan', Kaluga, Mosca e Minsk, costruendo concerie e fabbriche di scarpe.
Tra gli anni '90 e 2000, Codest si è occupata della costruzione di hotel, banche, edifici residenziali di lusso e business centers, rispondendo al crescente bisogno di ammodernamento delle infrastrutture e dell’urbanistica della capitale russa, alle prese con le sfide post-sovietiche.
Nelle fasi di crisi, in particolare dopo il 2008-2009, Codest è tornata a focalizzarsi sulla realizzazione di impianti industriali per clienti russi e stranieri (Gloria Jeans, Atlas Concorde,..).
Nel 2013 Codest ha firmato il contratto con la società Dynamo Mosca per la costruzione del complesso multifunzionale “VTB Arena Park” (700 milioni di Euro).
L'azienda ha svolto lavori di restauro, edilizia e costruzione in Russia, Ucraina, Bielorussia, Azerbaigian, Kazakistan e Tagikistan, terminando oltre 120 progetti.

## Opere e progetti
Tra i maggiori lavori conclusi sul territorio russo Codest annovera gli edifici residenziali di lusso in Granatny Pereulok e in Malyi Levshinskij Pereulok, i business centers Krylatskie Hill, Balchug Plaza, Delin/Silver City e Ducat II/Ducat III, le sedi di banche internazionali come MDM, Credit Lyonnais, Banca Intesa, Credit Suisse, KurskPrombank e International Moscow Bank, impianti industriali nella regione di Mosca, di Rostov sul Don e Novosibirsk.
Tra i lavori particolarmente significativi il primo ponte pedonale (Most Bagration) sulla Moscova nella zona dell’International World Trade Center, il completamento della fiera di Mosca, il montaggio delle strutture metalliche del West High Speed Diameter di San Pietroburgo e, fuori dal territorio russo, il Palazzo presidenziale del Tagikistan, il Centro di cultura degli Ismailiti a Dušanbe e l’hotel Radisson di Kiev.
Oltre al già citato progetto VTB Arena Park, Codest ha ultimato i lavori dello stadio centrale della Dynamo e di due complessi residenziali di lusso in centro a Mosca. 